# Guadahortuna
Guadahortuna é um município da Espanha na província de Granada, comunidade autónoma da Andaluzia, de área 120 km² com população de 2154 habitantes (2007) e densidade populacional de 17,22 hab/km².

## Demografia
| Variação demográfica do município entre 1991 e 2004 | Variação demográfica do município entre 1991 e 2004 | Variação demográfica do município entre 1991 e 2004 | Variação demográfica do município entre 1991 e 2004 |
| --------------------------------------------------- | --------------------------------------------------- | --------------------------------------------------- | --------------------------------------------------- |
| 1991                                                | 1996                                                | 2001                                                | 2004                                                |
| 2 400                                               | 2 334                                               | 2 265                                               | 2 083                                               |